# جاك فولكنير
جاك فولكنير (بالإنجليزية: Jack Faulkner)‏ هو مدرب رياضي أمريكي، ولد في 4 أبريل 1926 في يونغزتاون في الولايات المتحدة، وتوفي في 28 سبتمبر 2008.